# Horkovzdušný balon

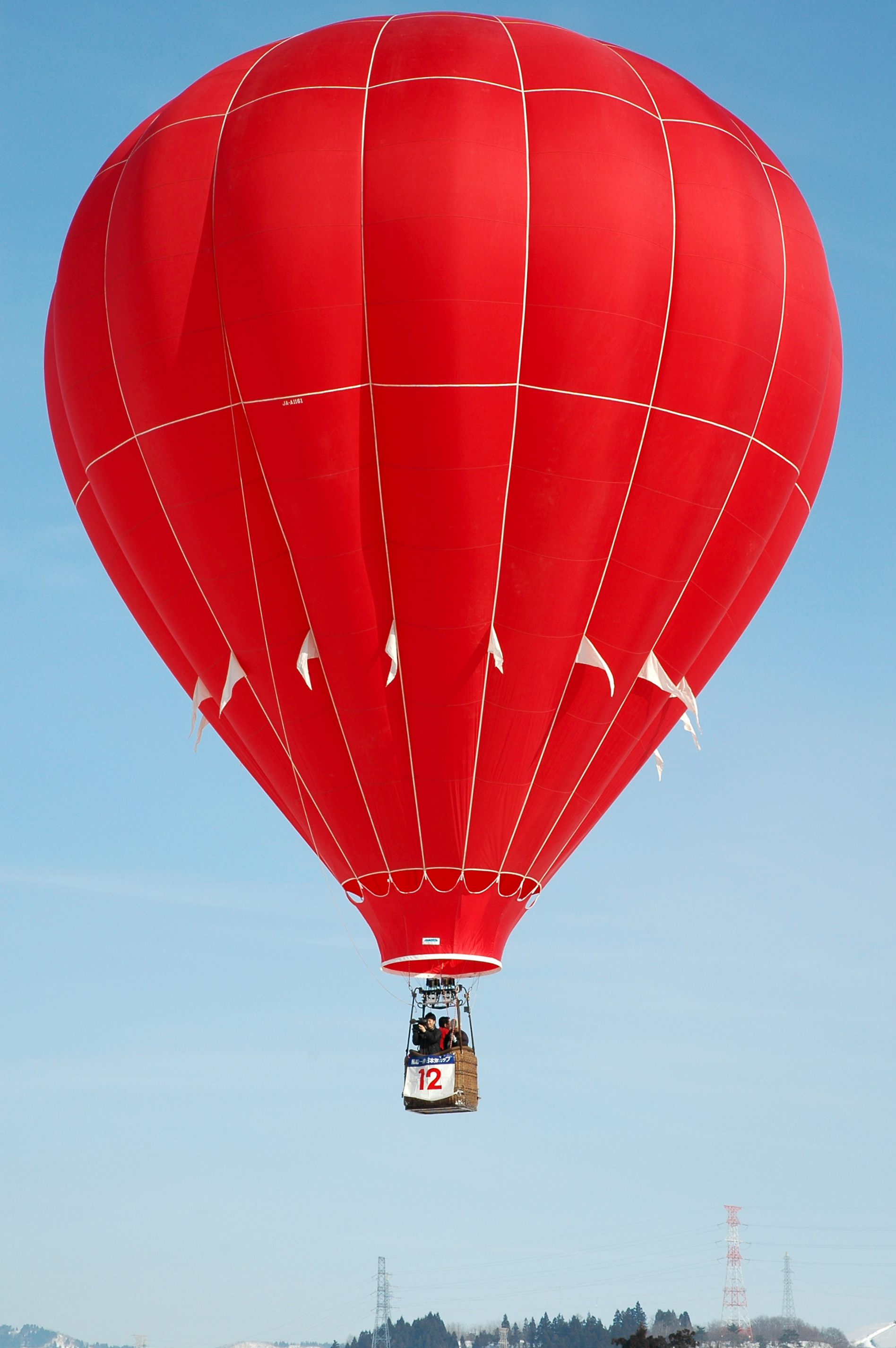
Horkovzdušný balón v letu

Horkovzdušný balón patří mezi letadla lehčí než vzduch a je to první prostředek, díky kterému se člověk dokázal vznést do vzduchu.
Skládá se z obalu, textilní části, která je naplněna horkým vzduchem a vyvíjí potřebný vztlak, dále pak z koše pro posádku, hořáku, ohřívajícího vzduch v obalu, a lahví na palivo (propan či směs propanu a butanu, též LPG).

## Historie

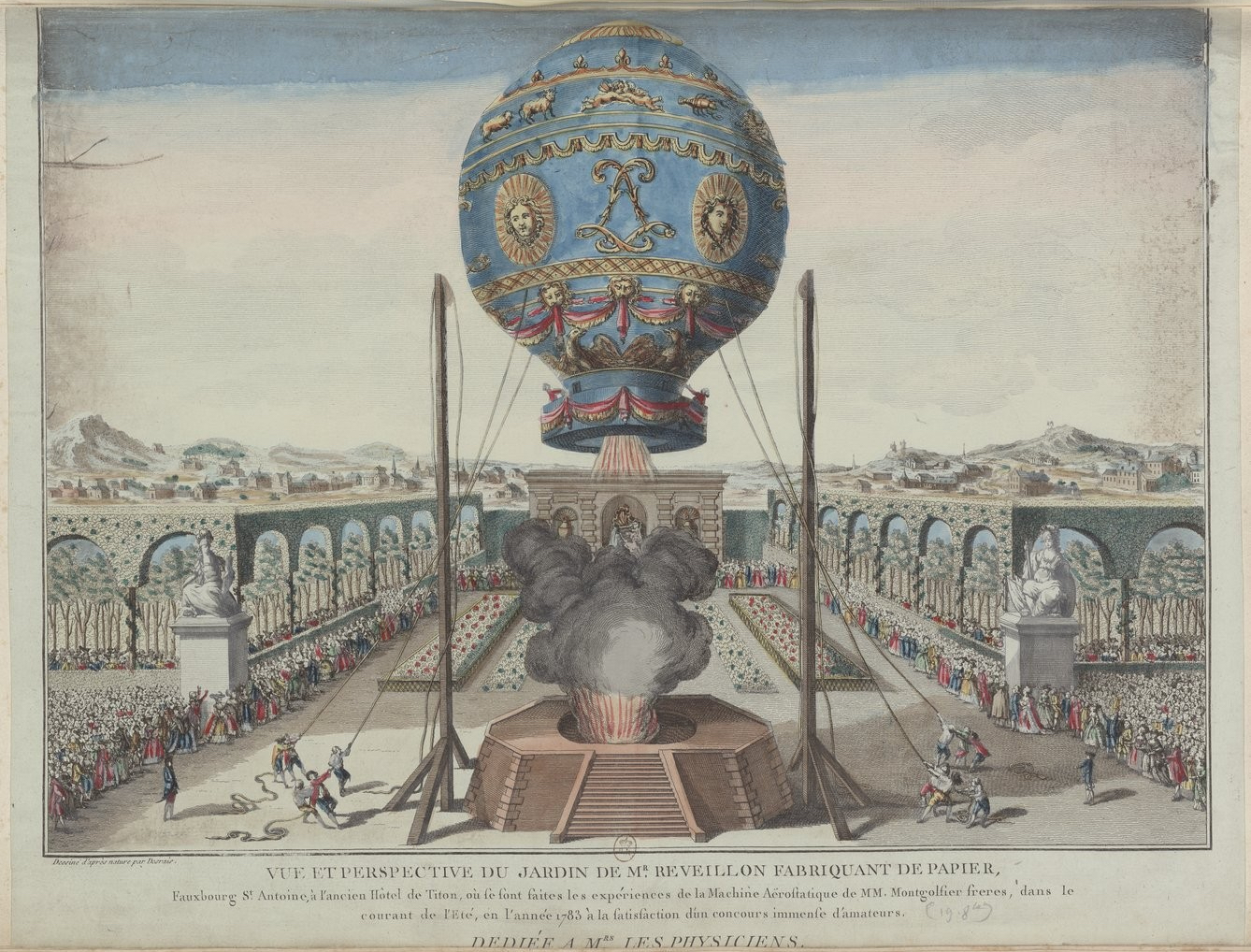
Montgolfiéra (1783)

Podle některých zdrojů byla prvním evropským horkovzdušným balónem Passarola, kterou v Portugalsku roku 1709 vypustil Bartolomeu de Gusmão.
Tradičně se za světový počátek balónového létání považuje až 5. červen 1783, kdy se ve Francii z Annonay (v departementu Ardèche ) vznesl první horkovzdušný balon bratří Montgolfierů (Joseph-Michel Montgolfier a Jacques Étienne Montgolfier) s „pasažéry“ (beranem, kachnou a kohoutem) na palubě. Jejich návratem se prokázalo, že v atmosféře nejsou jedovaté plyny a otevřeli tím létání i pro lidské posádky.
Tou první byli Jean-François Pilâtre de Rozier a François Laurent d'Arlandes, kteří se vznesli 21. listopadu 1783 a odstartovali tak éru vzduchoplavby. 
První Ital Paolo Andreoni vzlétl v montgolfiéře roku 1784 v lombardském městě Brugherio.
V Čechách jako první roku 1784 vypustil montgolfiéru bez posádky Tadeáš Haenke.
Na Moravě vzlétla montgolfiéra dva roky na to, v zámeckém parku v Židlochovicích, na popud Marie Kristiny z Ditrichštejna, která byla dvorní dámou císařovny ve Vídni, a proto na slavnost pozvala mnoho hostů z vídeňského dvora. První montgolfiéra s posádkou odstartovala v Čechách v roce 1790.

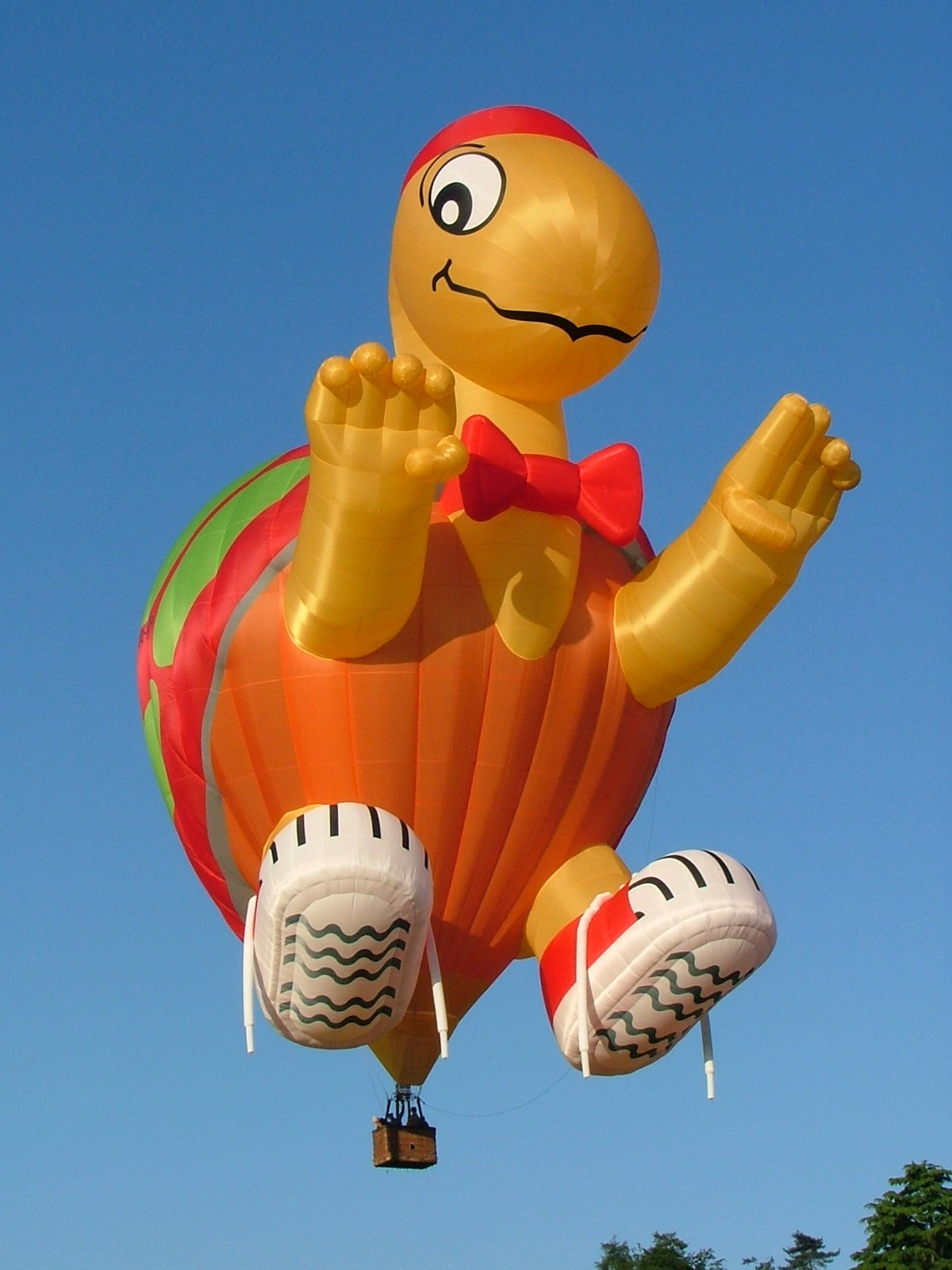
Horkovzdušný balón ve tvaru želvy

Horkovzdušené balóny byly postupně nahrazovány balóny na svítiplyn, které měly nevýhodu v jeho výbušnosti a hořlavosti. Smutně proslul Balon Kysibelka, který sloužil jako reklama na Jubilejní výstavě v Praze roku 1891, a po vzlétnutí za 10 minut ztroskotal. 
Balóny a vzducholodě se více či méně úspěšně vyvíjely po století, než byly vytlačeny letadly těžšími vzduchu. 
K obnově rekreačního létání balóny došlo v 70. letech 20. století, využívají se až dosud k rekreaci a reklamě.
Rekord: První úspěšný oblet Země v horkovzdušném balónu dokončili 21. března 1999 Bertrand Piccard a Brian Jones.

## Konstrukce

### Obal
Obal je základní součástí balónu. Je vyroben ze speciální polyesterové či polyamidové (též nylonové) textilie, která je ve spodní části v blízkosti hořáku nahrazena nehořlavou nomexovou textilií. Pevnost obalu zvyšují nosné popruhy, pokračující pod obal ocelovými lanky, na nichž je zavěšen koš.
V horní části obalu je paraventil (též parašut z angl. parachute), uzavíratelný otvor pro vypouštění přebytečného horkého vzduchu pro uvedení balónu do klesání. Paraventil může být nahrazen zařízením pro rychlé vypouštění vzduchu (Smart VentTM či obdobná konstrukce).
Rovněž může být po straně vybaven rotačním ventilem, jenž směrovým vypouštěním vzduchu způsobí otáčení balónu ve vzduchu (nezajišťuje řízení směru letu).
Velikost obalu může být od 600 m3 do 17000 m3, běžná velikost pro pilota + 4 pasažéry je 3000 m3.

### Koš
Nese posádku, palivové lahve, přístroje atd. Je vyroben z ratanu, má ocelový rám a dřevěnou podlahu, po straně je stup pro snadnější nastupování, horní okraj je polstrován a čalouněn kůží kvůli pohodlí a ochraně pasažérů. Koš může být též vybaven dvířky pro snadnější nastupování.

### Hořák

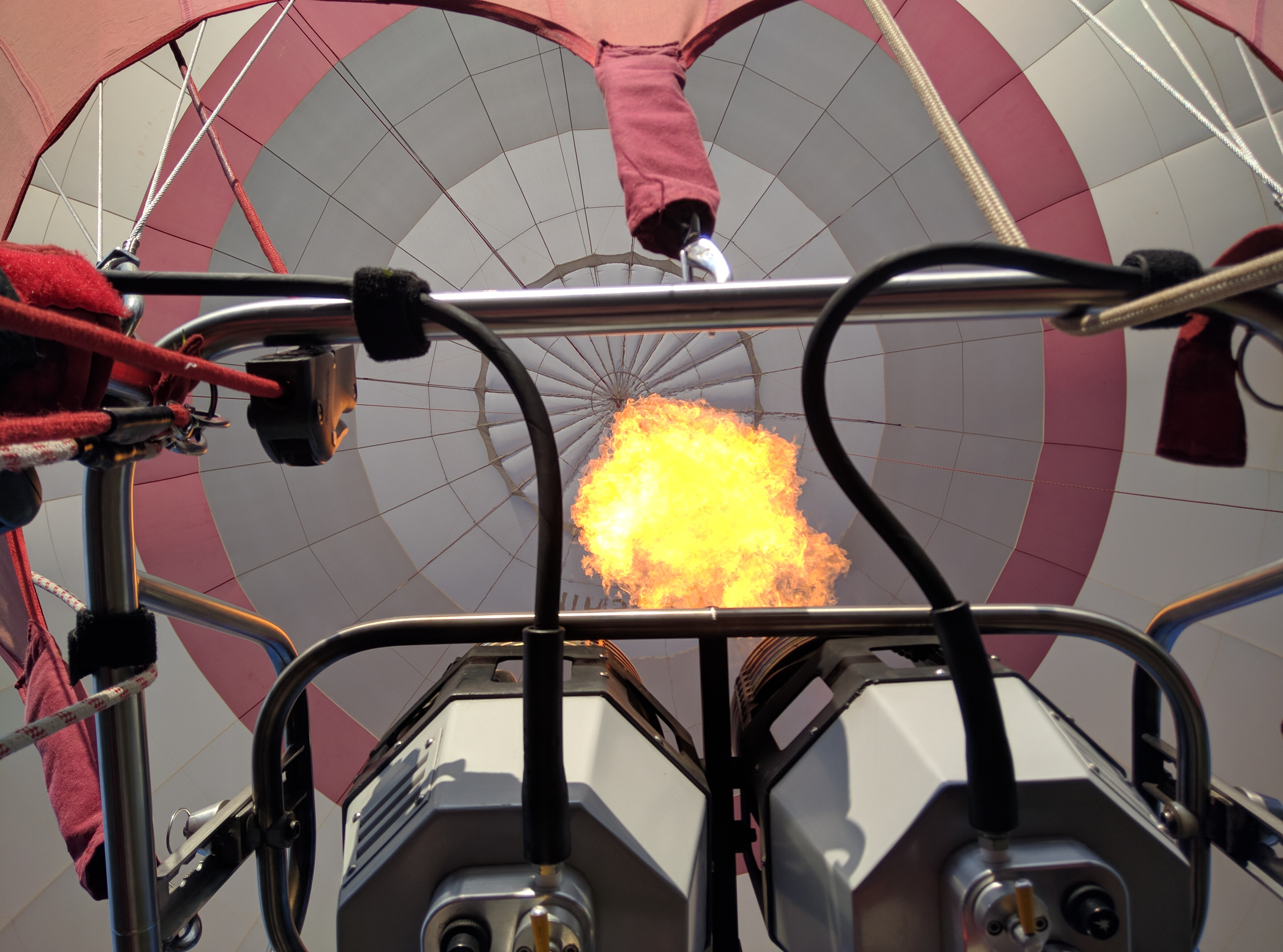
Pohled do horkovzdušného balonu se zapáleným hořákem

Zajišťuje ohřívání vzduchu v obalu. Spaluje propan či LPG. Skládá se nejčastěji ze dvou samostatných jednotek (může být 1 až 5), každá má výkon přibližně 3 MW.

### Palivové lahve
Láhve na plyn z nerezové oceli (též titanu, dříve i hliníku) obsahují zásobu paliva na let. Vyrábějí se ve velikostech od 40 do 80 litrů, běžně jsou v koši 3–4, spotřeba při běžném letu se podle délky a podmínek pohybuje mezi 60–150 litry.

### Ventilátor
Slouží k primárnímu naplnění obalu studeným vzduchem před započetím jeho ohřívání. Během letu není třeba, zůstává proto na zemi.

## Výrobci
Horkovzdušné balóny vyrábí mnoho výrobců po celém světě, z nichž ti největší sídlí v Evropě. Největším výrobcem na světě je Cameron Balloons v Bristolu (Spojené království), dalšími pak Ultramagic (Španělsko), Balóny Kubíček (Brno, Česko), Schroeder Fire Balloons (Německo), Lindstrand (Spojené království). Několik menších výrobců je v USA, velkou neznámou je pak Čína, o které se ví, že balóny vyrábí a to ve velkém, ale není známo kolik přesně a kdo jsou výrobci.